# 戴洋
戴洋（?—?），字國流，孫吳至晉朝時期吳興長城人。擅長風角、道術、占候和占卜。孫吳末年擔任臺吏，孫吳滅亡後回到家鄉。後來都水馬武推舉戴洋為都水令史，戴洋拒絕。鎮東從事中郎張闓又推舉戴洋為丞相令史。晉元帝的登基日期就是根據戴洋的意見而確定的。祖約鎮守譙後，讓戴洋擔任中典軍，又升他為督護。祖約又上表他為下邑長。
祖約造反失敗後，戴洋來到尋陽。南中郎將桓宣任命戴洋為參軍，準備跟隨桓宣前往襄陽，太尉陶侃卻把戴洋留在武昌。此後庾亮、庾翼先後鎮守武昌，戴洋負責替他們占候，並最終在八十多歲去世。

## 延伸阅读
[在维基数据编辑]
 《晉書·卷095》，出自房玄齡《晉書》